# Cramer & Meermann
Cramer & Meermann war ein von 1891 bis 1997 existierendes Textil-Einzelhandelsunternehmen mit Sitz in Essen. Es hatte zeitweise mehrere Filialen in Essen, Dortmund und Wuppertal.

## Geschichte
Die Kaufleute Max Cramer und Josef Meermann übernahmen im Februar 1891 die Essener Niederlassung der Gebrüder Johannes und Friedrich Sinn (später SinnLeffers) in der Limbecker Straße 29 unter dem Namen Cramer & Meermann. Max Cramer trat kurze Zeit später wieder aus dem Unternehmen aus. 
Josef Meermann wurde am 11. November 1862 in Westönnen (Werl) geboren. Er stammte von einem Bauernhof und machte im Kurz-, Weiß- und Wollwarengeschäft E. Vogt in Münster eine Lehre. Danach kam er zur Firma Gebrüder Sinn in Krefeld und leitete deren Düsseldorfer Filiale. 1887 heiratete er Gertrud geborene Broichmann (* 8. Dezember 1862 in Stockheim (Kreuzau); † 1. Oktober 1957 in Essen), mit der er das 1891 in Essen eröffnete Haus Cramer & Meermann ausbaute. Gertruds Schwester Elisabeth wurde am 1. April 1898 ebenfalls in die Geschäftsleitung berufen.
1891, im Jahr der Unternehmensgründung, beschäftigte man sechs Angestellte, 1897 waren es 21. Mit passender Ware zu günstigen Preisen sprach man zunächst die große Käuferschicht der Arbeiter im Ruhrgebiet an. 1903 mietete man das Haus Limbecker Straße 27 hinzu, nachdem dort das Einzelhandelsgeschäft C. Wette seinen Ausverkauf beendet hatte. Nach Umbau wurde die Geschäftserweiterung im April 1903 eröffnet. Ab 1904 wurden einzelne Grundstücke an der Limbecker Straße hinzu erworben, darunter eine Besitzung der Witwe von Heinrich Arens und das Gebäude der Gastwirtschaft Zur Stadt Berlin, das abgerissen wurde. Am 22. Oktober 1908 wurde daraufhin mit den Hausnummern 27 bis 33 ein Kaufhaus-Neubau eröffnet. Am 30. September 1911 wurde ein Erweiterungsbau mit der Hausnummer 25 eröffnet, wo sich zuvor das Wäschegeschäft von Heinrich Mischell befand. 1915 hatte Cramer & Meermann rund 500 Angestellte.
Nach dem Ersten Weltkrieg, im Jahr 1925, zählte man 3,5 Millionen und 1926 bereits 4,5 Millionen Kunden. 1929 wurde eine umfangreiche Erweiterung des Kaufhauses bis zur Brandstraße mit 12.000 Quadratmetern Nutzfläche fertiggestellt. Die Zahl der Kunden stieg im Jahr 1931 auf 7,5 Millionen. Nachdem 1936 eine Filiale in der Kampstraße in Dortmund mit etwa 3500 Quadratmetern Verkaufsfläche eröffnet worden war, arbeiteten 1937 in Dortmund 500 und in Essen 1200 Angestellte, wobei das Haus in Essen von bis zu 70.000 Kunden pro Tag besucht wurde.
Am 23. November 1938 starb der Unternehmensgründer Josef Meermann in Essen, woraufhin seine beiden Söhne Josef und Peter das Geschäft weiterführten. Zudem hatten Josef und Gertud Meermann vier Töchter, die nicht im Unternehmen beschäftigt waren. Josef Meermann (1888–1965) besuchte das Carl-Humann-Gymnasium in Steele und machte das Abitur. Im Anschluss studierte er Nationalökonomie sowie Rechts- und Staatswissenschaften in Bonn, Freiburg im Breisgau, Münster und Straßburg. Nach der Promotion 1912 machte er eine praktische Ausbildung im Bankfach bei der Rheinischen Bank in Essen. Zudem besuchte er die Höhere Fachschule für Spinnerei, Weberei und Wirkerei in Reutlingen. Nach dem Eintritt ins elterliche Geschäft erhielt er Prokura. Sein Bruder Peter Meermann, geboren 1896, kam 1922 ebenfalls ins elterliche Geschäft. Er absolvierte zuvor ein Fachstudium an einer Bank und besuchte, wie sein Bruder Josef, die Höhere Fachschule für Spinnerei, Weberei und Wirkerei in Reutlingen, woraufhin ein praktisches Jahr beim Warenhaus Breuninger in Stuttgart folgte.
Als die Essener Innenstadt im Zweiten Weltkrieg zu etwa 90 Prozent zerstört wurde, traf es auch das Kaufhaus Cramer & Meermann. Man machte einen Neuanfang mit zunächst 250 Quadratmetern Verkaufsfläche, bis Anfang Juni 1951, am Tag des 60-jährigen Bestehens des Unternehmens, das neuerrichtete Kaufhaus an gleicher Stelle mit rund 16.000 Quadratmetern eröffnet wurde. Dazu hielt Oberbürgermeister Hans Toussaint eine Dankesrede. Inzwischen gab es weitere Filialen in den Essener Stadtteilen Rüttenscheid, Steele und Schonnebeck. Im Jahr 1958 zählte man 1000 Angestellte.
1976 folgte eine 4700 Quadratmeter große Filiale am Von-der-Heydt-Platz in Wuppertal, vormals Horten.
Das britische Einzelhandelsunternehmen Marks & Spencer kaufte das 1997 geschlossene Haupthaus an der Limbecker Straße in Essen, sowie die beiden Filialen in Dortmund und Wuppertal und eröffnete im Herbst 1998 dort seine Filialen. 1999 verließ Mark & Spencer das Essener Haus wieder. Zwischen 2001 und 2016 war die Firma Sportscheck darin ansässig.